# Veröffentlichung des Kriegstagebuchs des Afghanistan-Krieges durch WikiLeaks

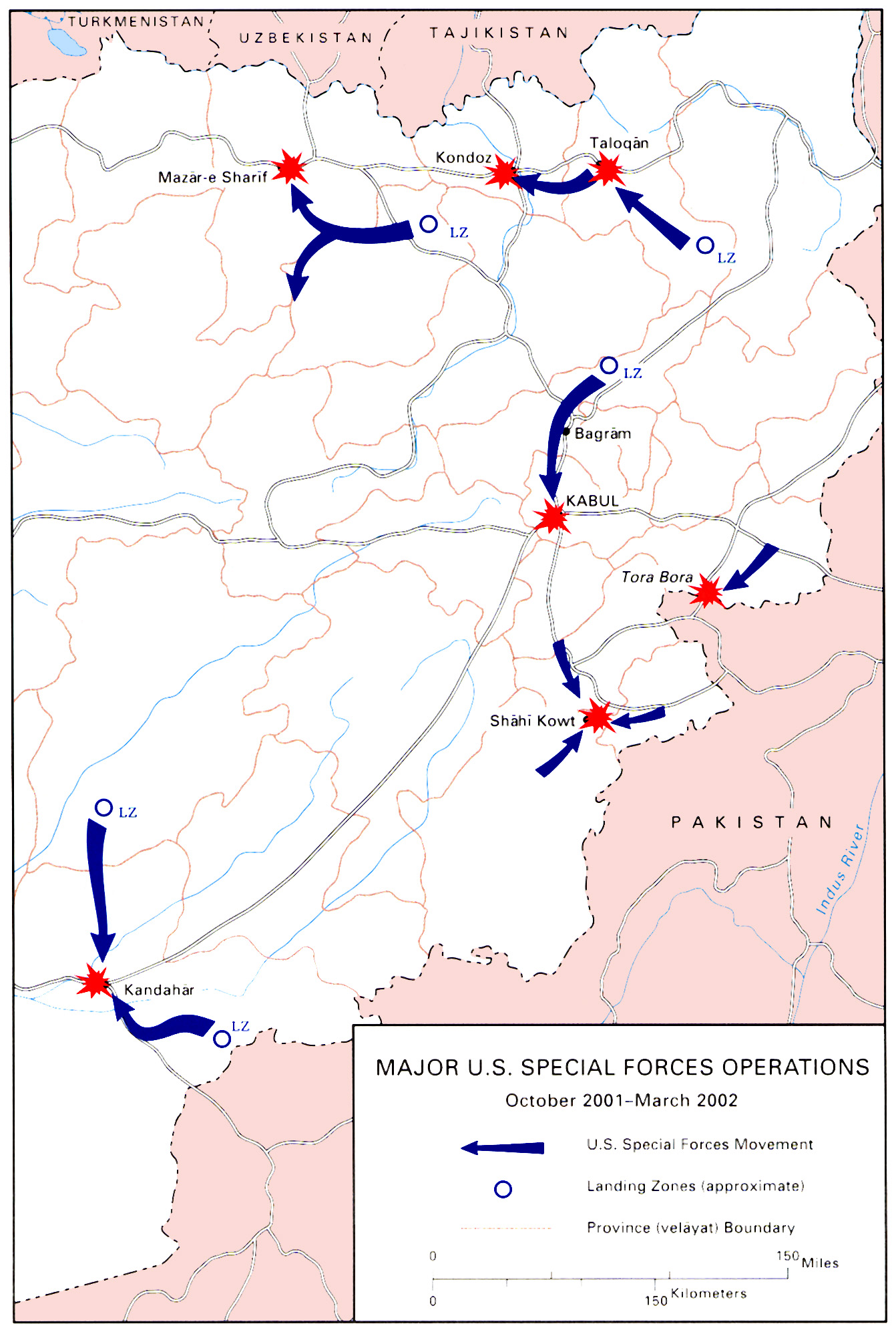
Karte amerikanischer Großeinsätze in Afghanistan

Die Veröffentlichung des Kriegstagebuches des Afghanistan-Krieges (englisch Afghan War Diary, Abkürzung AWD) fand am 25. Juli 2010 auf der Internetplattform WikiLeaks statt. Es handelt sich um eine Sammlung von 76.911 Dokumenten über den Krieg in Afghanistan aus der Zeit von 2004 bis 2010. Die Sammlung kann von jedermann eingesehen oder übernommen werden. 
Ungefähr 15.000 weitere Dokumente, die besonders aufschlussreichen Threat Reports sind bis heute (Juli 2012) nicht veröffentlicht.
Zunächst erhielten ausgewählte Journalisten die kompletten Dokumente zur Untersuchung, eine erste Analyse der Daten wurde dann zeitgleich von Spiegel Online, The New York Times und The Guardian veröffentlicht. Auch der Berliner Tagesspiegel war daran beteiligt.

## Ursprung der Dokumente
Die meisten Dokumente sind von Soldaten und Nachrichtendienstangehörigen aufgezeichnete Frontberichte. Die anderen Dokumente stammen von Geheimdiensten, Botschaften und anderen Quellen. Es wurde die Vermutung geäußert, dass die Dokumentensammlung aus dem SIPRNet des US-Militärs kopiert wurde.

## Inhalt

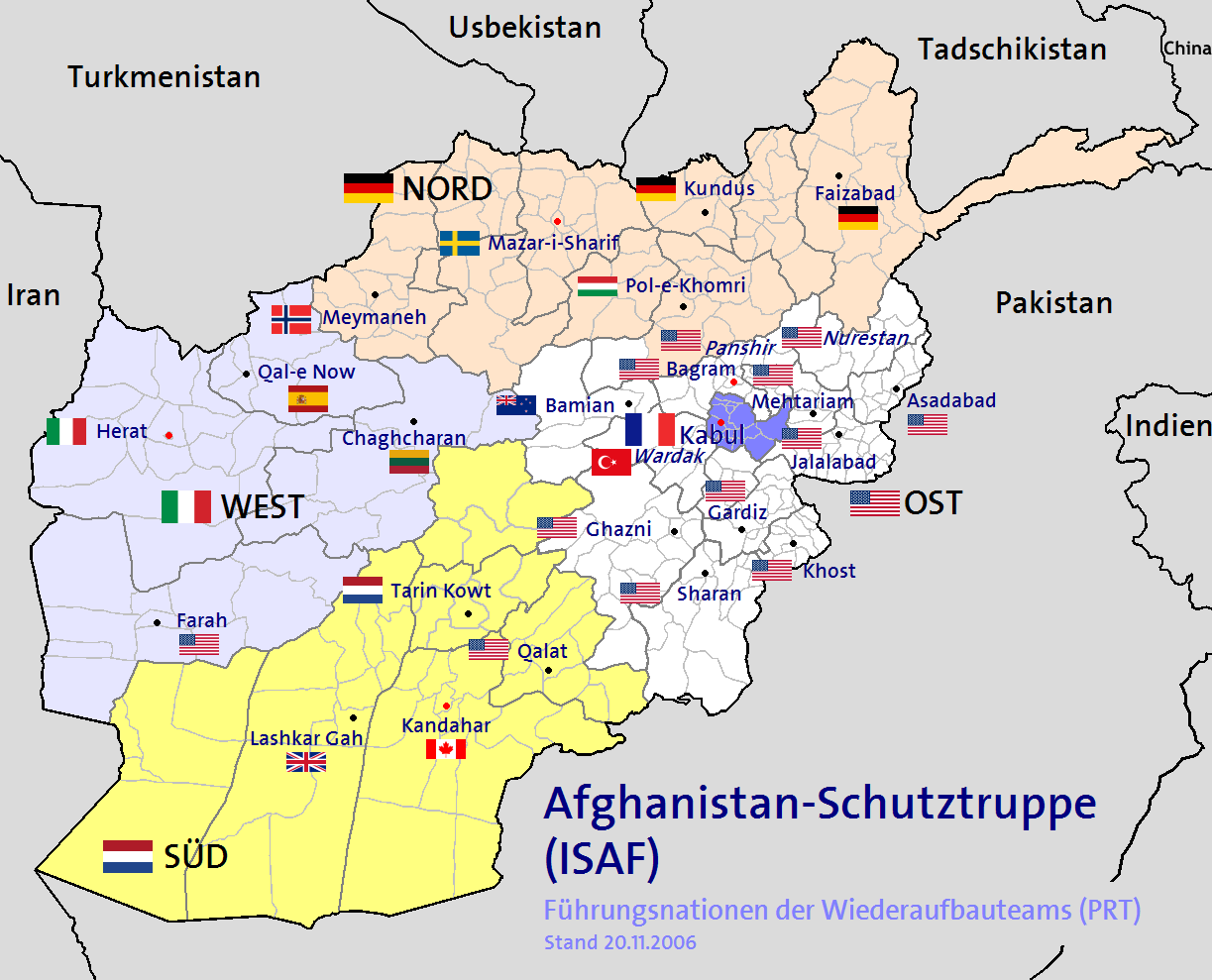
Regionalkommandos in Afghanistan (Stand 2007). Die aktuelle Zuteilung der AOR steht unter bundeswehr.de (Stand Juni 2010)

Die Sammlung befasst sich vor allem mit der prekären Sicherheitslage und legt nahe, dass die USA und ihre Verbündeten in der Zeit vor der Veröffentlichung immer mehr an Boden verloren. Die afghanischen Sicherheitskräfte werden „als hilflose Opfer“ von Anschlägen der Aufständischen dargestellt. Außerdem werden hunderte Berichte von Kämpfen zwischen der pakistanischen und der afghanischen Armee an der von Afghanistan nicht anerkannten gemeinsamen Grenze aufgelistet.
Die einzelnen Dokumente bestehen meistens aus nur wenigen Sätzen in militärischer Sprache und sind jeweils in verschiedene Kategorien einsortiert. Dazu gehört die Zuordnung zu einem Regionalkommando, das Datum, die Wichtigkeit, die Art des Vorfalls und was dabei passiert ist. Die meisten Dokumente beschreiben direkte Angriffe des Gegners oder Ereignisse, die sich mit Sprengfallen befassen. Zeitlich betrachtet nimmt die Zahl der Dokumente ausgehend von etwa hundert bis zweihundert Dokumenten pro Monat im Jahr 2004 stetig zu, um im Sommer 2007 mit bis zu fast 2000 Dokumenten pro Monat einen ersten Höhepunkt zu erreichen. Nach einem leichten Rückgang 2008 erreicht die Zahl der Dokumente im Sommer 2009 mit etwa 3600 Dokumenten das Maximum. Eine örtliche Betrachtung zeigt, dass der Schwerpunkt klar in den Regionalkommandos Ost und Süd zu finden ist.

### Osama Bin Laden
Die Dokumente legen nahe, dass Osama bin Laden aktiv in den Kampf in Afghanistan eingreift. Ein Bericht berichtet von monatlichen Treffen von Rebellenführern in der pakistanischen Stadt Quetta oder in deren Umgebung, an denen er teilnehme. Dort organisierten und finanzierten sie dem Bericht zufolge Selbstmordanschläge. In einem anderen Bericht wird behauptet, er erteile persönlich Anweisungen für Anschläge gegen Hamid Karsai. Außerdem soll er eine Frau für ihre Bombenbaufähigkeiten gelobt haben und angeblich wurde ein Gift nach ihm benannt.

### Sicherheitslage im Gebiet der Bundeswehr
Es wird auch die immer schwieriger werdende Lage im Norden Afghanistans beleuchtet. Hier gibt es eine große Anzahl von Bedrohungsszenarien und konkrete Warnungen vor bevorstehenden Anschlägen. Die Sammlung enthält Berichte über Geldzahlungen des Warlords Gulbuddin Hekmatyār von 100.000 bis 500.000 Afghanis (2000 bis 10.000 Dollar) an Anführer der Aufständischen.

### Task Force 373
Die Dokumente belegen auch die Existenz einer US-Elitetruppe mit dem Namen Task Force 373 zur rechtsfreien Tötung von vermuteten Taliban-Anführern. Die 300 Mann große Einheit ist unter anderem auch im von der Bundeswehr kontrollierten Gebiet stationiert. Sie ist zuständig für die Festnahme oder Tötung von Personen, die auf der sogenannten JPEL (Joint Prioritized Effects List) stehen. Die Sammlung enthält 84 Berichte in diesem Zusammenhang. Die Einheiten werden von den restlichen Soldaten getrennt untergebracht und tragen keine Namen an den Uniformen. Sie sind laut den Berichten unter anderem aus den Navy Seals und Delta Forces rekrutiert. Sie werden direkt von der US-Regierung befehligt, und die Führung der ISAF wird nur informiert, um die bestimmten Operationsgebiete zu sperren.
Die Dokumente belegen außerdem die Benutzung von Streumunition durch die Task Force 373.

### Joint Prioritized Effects List
Die JPEL (Joint Prioritized Effects List) ist eine Liste von gesuchten Personen, die zur Festnahme oder Tötung ausgeschrieben sind und die von der Task Force 373 abgearbeitet wird. Seit 2007 wurden, den Berichten nach, von Deutschland 13 Personen auf diese Liste gesetzt. Zwei dieser Personen wurden festgenommen und zwei wegen fehlender Hinweise wieder gestrichen. Weitere 31 Personen wurden von anderen Verbündeten für Nordafghanistan hinzugefügt.

### Pakistans Geheimdienst
Inhalt der Dokumente ist auch die Rolle des pakistanischen Geheimdienstes Inter-Services Intelligence, der als wichtigster ausländischer Unterstützer der Aufständischen dargestellt wird. Konkret geht es um die Lieferung von Waffen und Ausrüstung. Dem Report zufolge treffen sich Mitglieder des Dienstes mit Aufständischen und sollen auch Mordbefehle, unter anderem des afghanischen Präsidenten Hamid Karsai, erteilen. Sie sollen auch an strategischen Sitzungen teilnehmen, um am Aufbau militanter Netzwerke mitzuwirken.
In einem Bericht wird behauptet, der frühere ISI-Chef Hamid Gul habe eine geplante Entführung von UNO-Mitarbeitern koordiniert. Sein Name wird außerdem im Zusammenhang mit der Planung von Selbstmordattentaten und der Organisation von Waffenlieferungen genannt.

### Insurance
Am 30. Juli 2010 wurde auf der Afghan War Diary Webseite, sowie auf der Torrent Webseite eine 1,4 GB große Datei veröffentlicht, welche vermutlich AES256-verschlüsselt ist und den Titel „insurance.aes256“ – auf Deutsch Absicherung – trägt. Der Inhalt ist bisher unbekannt.

## Reaktionen
Der pakistanische Botschafter in den USA, Hussein Hakkani, bezeichnete die Veröffentlichung als unverantwortlich.
Das deutsche Verteidigungsministerium prüfte, ob die Veröffentlichung deutsche Sicherheitsinteressen beeinträchtigt, bemerkt aber, dass aus der Sicht des Ministeriums nichts Neues in den Dokumenten steht.
Da in einigen Berichten nahegelegt wird, dass sich kroatische Einheiten an Gefechten beteiligten, entstand Unruhe in der Öffentlichkeit. Grund dafür ist, dass kroatische Soldaten sich offiziell auf einer Friedensmission befinden. Der kroatische Verteidigungsminister Branko Vukelić wies die Vorwürfe zurück und kündigte eine Untersuchung an.

### USA
Mitarbeiter der US-Regierung reagierten parallel beschwichtigend und außergewöhnlich verärgert. So zeigte sich der nationale Sicherheitsberater James Jones empört und verurteilte die Veröffentlichung. Das Verteidigungsministerium verlautbarte, alles unternehmen zu wollen, um die undichte Stelle ausfindig zu machen und bekundete seine Sorge über mögliche zukünftige Sicherheitslecks. Parallel hierzu wurde jedoch auch verlautbart, dass die Informationen grundsätzlich nichts Neues seien und schon länger zugänglich gewesen wären. US-Präsident Barack Obama erklärte, dass die Berichte keinerlei Aspekte enthalten die in der öffentlichen Diskussion nicht schon besprochen wurden. Verteidigungsminister Robert Gates kündigte am 30. Juli eine „eindringliche“ Untersuchung mit Hilfe des FBI an und erklärte, die Veröffentlichungen seien geeignet, sowohl das Leben der Soldaten als auch das Vertrauen der Verbündeten zu gefährden. Der Vorsitzende der Joint Chiefs of Staff, Admiral Mike Mullen, sagte, es könne sein, dass Wikileaks bereits „das Blut eines jungen Soldaten oder einer afghanischen Familie“ an den Händen kleben habe. Der Pentagon-Sprecher Geoff Morrell forderte die Dokumente zurück und außerdem die Löschung aller Daten von der WikiLeaks-Homepage.

### Deutschland
Verteidigungsminister Karl-Theodor zu Guttenberg äußerte sich nach der Veröffentlichung, dass die Informationen jedem Informierten und auch Fachjournalisten über Jahre hinweg bekannt gewesen seien. Weiter gab er an, dass die Informationen der Bundesregierung und auch den Oppositionsparteien im Bundestag zur Verfügung stehen würden. Zu Guttenberg riet den Obleuten, bei solchen Unterrichtungen „dann auch wach“ zu sein und entsprechend zuzuhören.
Hans-Christian Ströbele (Grüne) begrüßte die Veröffentlichung der Geheimdokumente und meinte, dass im Krieg viel zu viel geheim sei und gelogen werde. Ähnlich äußerte sich Grünen-Fraktionschef Jürgen Trittin.
Rainer Arnold, verteidigungspolitischer Sprecher der SPD, bemängelte außerdem die ungenügenden Informationen der Regierung über die Aktivitäten der Task Force 373.